# Municipis de les Illes Balears amb la senyera

Municipis de les Balears i Pitiüses amb la senyera com símbol oficial

Com a resposta a la prohibició de la senyera nua als espais i centres públics per la Llei de Símbols introduïda pel PP de José Ramón Bauzà Díaz, 27 municipis de Mallorca (51%), 1 de Formentera (100%) i 3 de Menorca (38%) han establert la senyera com símbol oficial. L'article 2.3 de la Llei sobre l'ús dels símbols institucionals de les Illes Balears estableix que “les banderes, les ensenyes, els escuts i els altres símbols distintius acordats per les corporacions locals” també són símbols oficials i per tant, elements permesos als edificis públics.
Aquesta campanya va ser iniciada en gran part per ajudar al moviment "Enllaçats", en defensa de la llengua catalana, per contrarestar les dificultats creades des de l'equip de govern encapçalat per Bauzà que va prohibir el llaç quadri-barrat (i.e. senyera) representatiu d'aquest moviment.
Els municipis que han votat positivament declarar la senyera com simbol oficial son: 
- 27/53 municipis de Mallorca (51%):

Alcúdia, Algaida,
Andratx,
Artà,
Banyalbufar,
Búger,
Campanet,
Capdepera,
Consell,
Costitx,
Esporles,
Inca,
Lloseta,
Llubí,
Manacor,
Petra,
Pollença,
Porreres,
Puigpunyent,
Sant Joan,
Sant Llorenç des Cardassar,
Santa Margalida,
Santa Maria del Camí,
Sencelles i Valldemossa,
Sineu,
Son Servera
- 3/8 municipis de Menorca (38%):

Es Mercadal,
Es Migjorn Gran,
Ferreries
- 1/1 municipis de Formentera (100%):

Formentera
Per contra, Binissalem, Deià, Mancor de la Vall i Ses Salines han desestimat la proposta.

## La senyera als escuts i banderes municipals
La senyera és absent a l'escut i a la bandera a només quatre municipis de les Illes Balears (Costitx, Mancor, Pollença i Sant Joan) i present en ambdues a la majoria de la resta.

### Escuts municipals

Banyalbufar
Ciutadella
Inca
Sant Josep de sa Talaia
Sant Antoni de Portmany
Lloret de Vistalegre
Llucmajor
Sant Lluís
Esporles
Es Mercadal
Formentera
Santa Eulària des Riu
Maó
Ferreries
Es Castell
Alaior
Algaida
Ariany
Escorca
Ciutat de Palma
Sant Llorenç des Cardassar
Santa Eugènia
Santa Maria del Cami
Santanyí
Sineu
Valldemossa

### Banderes municipals

Manacor
Campos
Inca
Santa Eugènia
Ciutat de Palma
Formentera

### Banderes i escuts deConsellsi comunitat autònoma

Eivissa
Eivissa
Menorca
Menorca
Mallorca
Mallorca
Illes Balears
Illes Balears